# 1880 год в истории железнодорожного транспорта
1880 год в истории железнодорожного транспорта

## События
- Брестско-Граевская железная дорога, Кишинёвская железная дорога, Одесско-Балтская железная дорога, Киево-Балтская железная дорога и Киево-Брестская железная дорога объединены в Юго-Западные железные дороги.
- Для Североамериканских железных дорог впервые разработаны федеральные «Правила эксплуатации железнодорожного транспорта»[1].
- Построена первая железная дорога в Гватемале[1].
- На Закаспийской железной дороге инженер И. Н. Ливчак разработал и применил технологию механизированной укладки железнодорожного пути[1].
- Введена в эксплуатацию первая железная дорога широкой колеи в Азербайджане.
- Томас Эдисон провёл первые опыты по применению электрической тяги на железной дороге в Менло-Парк (штат Нью-Джерси)[1].
- В Петербурге Ф. А. Пироцкий построил рельсовую линию, электрический вагон и провёл первые испытания[1].

## Персоны

### Скончались
22 июля (3 августа) умер Мельников, Павел Петрович — российский инженер, один из авторов проекта железной дороги Санкт-Петербург — Москва, первый министр путей сообщения Российской империи (1866—1869).